# 1357
| [ Edytuj tabelę ]                          |                                                                                    |
| Król Polski                                | - 1333 Kazimierz III Wielki 1370                                                   |
| Król Albanii                               | - 1332 Robert 1364                                                                 |
| Współksiążęta Andory                       | - 1351 Hug Desbac 1361 - 1343 Gaston III 1391                                      |
| Król Anglii                                | - 1327 Edward III 1377                                                             |
| Król Aragonii i Walencji, hrabia Barcelony | - 1336 Piotr IV Aragoński 1387                                                     |
| Władca Azteków                             | - 1325 Tenoch 1376                                                                 |
| Elektor Brandenburgii                      | - 1356 Ludwik VI Rzymianin 1365                                                    |
| Książę Bawarii                             | - 1347 Stefan II 1375                                                              |
| Książę Burgundii                           | - 1349 Filip I z Rouvres 1361                                                      |
| Cesarz Bizancjum                           | - 1355 Jan V Paleolog 1376                                                         |
| Car Bułgarii                               | - 1331 Iwan Aleksander 1371 - 1356 Iwan Stracimir 1396                             |
| Cesarz Chin                                | - 1333 Huizong 1368                                                                |
| Król Cypru                                 | - 1324 Hugo IV 1359                                                                |
| Król Czech                                 | - 1346 Karol IV Luksemburski 1378                                                  |
| Król Danii                                 | - 1340 Waldemar Atterdag 1376                                                      |
| Władca Egiptu                              | - 1354 An-Nasir Hasan 1361                                                         |
| Cesarz Etiopii                             | - 1344 Nyuaje Krystos 1372                                                         |
| Król Francji                               | - 1350 Jan II Dobry 1364                                                           |
| Król Gruzji                                | - 1346 Dawid IX 1360                                                               |
| Hrabia Holandii                            | - 1346 Wilhelm V 1358                                                              |
| Cesarz Japonii                             | - 1339 Go-Murakami 1368                                                            |
| Kalif                                      | - 1352 Al-Mu’tadid I 1362                                                          |
| Król Kastylii i Leónu                      | - 1350 Piotr I Okrutny 1369                                                        |
| Patriarcha Konstantynopola                 | - 1355 Kalikst I 1363                                                              |
| Władca Korei                               | - 1351 Kongmin 1374                                                                |
| Wielki książę litewski                     | - 1345 Olgierd 1377                                                                |
| Cesarz Majapahitu                          | - 1350 Hajam Wuruk 1389                                                            |
| Sułtan Maroka                              | - 1350 Abu Inan Faris 1358                                                         |
| Książę Mediolanu                           | - 1354 Galeazzo II 1378 - 1354 Bernabò 1385                                        |
| Senior Monako                              | - 1338 Karol I 1357 - 1352 Rainier II 1357 - 1352 Antoni 1357 - 1352 Gabriel 1357  |
| Wielki książę moskiewski                   | - 1353 Iwan II Piękny 1359                                                         |
| Król Nawarry                               | - 1349 Karol II Zły 1387                                                           |
| Król Norwegii                              | - 1343 Haakon VI Magnusson 1380                                                    |
| Elektor Palatynatu                         | - 1356 Ruprecht I 1390                                                             |
| Papież                                     | - 1352 Innocenty VI 1362                                                           |
| Król Portugalii                            | - 1325 Alfons IV 1357 - 1357 Piotr I 1367                                          |
| Cesarz Rzymski (niemiecki)                 | - 1346 Karol IV Luksemburski 1378                                                  |
| Kapitanowie Regenci San Marino             | - 1357 Giovanni di Guiduccio Foschino Calcigni 1357 - 1357 Giovanni di Bianco 1357 |
| Car Serbii                                 | - 1355 Stefan Urosz V Nijaki 1371                                                  |
| Elektor Saksonii                           | - 1356 Rudolf II Askańczyk 1370                                                    |
| Król Szkocji                               | - 1329 Dawid II Bruce 1371                                                         |
| Król Szwecji                               | - 1319 Magnus Eriksson 1363 - 1357 Eryk XII Magnusson 1359                         |
| Król Tajlandii                             | - 1350 Ramathibodi I 1369                                                          |
| Sułtan Turków                              | - 1324 Orchan 1360                                                                 |
| Doża Wenecji                               | - 1356 Giovanni Delfino 1361                                                       |
| Król Węgier                                | - 1342 Ludwik Andegaweński 1382                                                    |
| Wielki mistrz zakonu krzyżackiego          | - 1351 Winrich von Kniprode 1382                                                   |

Rok 1357 / MCCCLVII
stulecia: XIII wiek ~
XIV wiek ~
XV wiek

lata: 1347 «
1352 «
1353 «
1354 «
1355 «
1356 «
1357
» 1358
» 1359
» 1360
» 1361
» 1362
» 1367

## Wydarzenia w Polsce
- 8 lipca – Łeba otrzymała prawa miejskie.
- 11 listopada – Kętrzyn otrzymał prawa miejskie.

- Kazimierz Wielki dał swe królewskie zezwolenie na lokalizację miasta na prawie magdeburskim, które od okolicznych wspaniałych borów i gór zwać się miało Jodłowa Góra, czyli Tannenberg. Spolszczona niemiecka nazwa dała Tymbark. Prawa miejskie Tymbark stracił w 1934.
- W Szalowej powstała parafia, która jest zanotowana w watykańskich wykazach świętopietrza już w 1357 roku. W polskich dokumentach spotkać można Szalową w Długoszowym Liber beneficiorum pod nazwą Schalayewa.

## Wydarzenia na świecie
- 3 marca – we Francji ogłoszono tzw. wielki ordonans marcowy, który ustanowił m.in. zasadę wolnego zwoływania Stanów Generalnych.
- 27 marca – oddano do użytku ufundowany przez Karola IV zamek Karlštejn pod Berounem w Czechach.
- 28 maja – Piotr I został królem Portugalii.
- 9 lipca – o godzinie 5:31 wmurowano kamień węgielny pod Most Karola w Pradze[1].
- 3 października – w Berwick podpisano traktat pokojowy kończący wojnę Edwarda III ze Szkocją.

## Urodzili się
- 6 kwietnia - Anna z Trapezuntu, królowa Gruzji (zm. po 1406)
- 11 kwietnia – Jan I Dobry (lub Wielki), król Portugalii (zm. 1433)

## Zmarli
- zap. 26 kwietnia – Kunegunda Kazimierzówna, córka Kazimierza Wielkiego (ur. ok. 1328)[2]

- 28 maja – Alfons IV Dzielny, król Portugalii (ur. 1291)[3]